# Aprelivka, Bobrîneț
Aprelivka (în ucraineană Апрелівка) este un sat în comuna Volodîmîro-Illinka din raionul Bobrîneț, regiunea Kirovohrad, Ucraina.

## Demografie
Componența lingvistică a localității Aprelivka
     Ucraineană (87,1%)
     Română (6,45%)
     Maghiară (3,23%)
     Rusă (3,23%)
Conform recensământului din 2001, majoritatea populației localității Aprelivka era vorbitoare de ucraineană (87,1%), existând în minoritate și vorbitori de română (6,45%), rusă (3,23%) și maghiară (3,23%).